# Тадеуш Дольний
Тадеуш Бенедикт Дольний (пол. Tadeusz Benedykt Dolny; нар. 7 травня 1958, Собутка, Польща) — польський футболіст, виступав на позиції захисника. Виступав за збірну Польщі, бронзовий призер чемпіонату світу 1982 року.

## Клубна кар'єра
Розпочав футбольну кар'єру в клубі «Сленжа» (Собутка), після чого приєднався до «Валка» (Забже). Професіональну кар'єру розпочав у клубі «Гурник» (Забже). У Першій лізі дебютував 8 вересня 1976 року в переможному (2:0) поєдинку проти «Лехії» (Гданськ). У своєму дебютному сезоні відіграв 6 матчів. В наступному сезоні зіграв лише в 4-х поєдинках. У сезоні 1977/78 років його команда фінішувала на останньому місці в чемпіонаті та вилетіла до другої ліги. У другому дивізіоні на поле виходив частіше, зігравши в 11 поєдинках. За підсумками сезону команда отримала право повернутися до Першої ліги. Після цього став гравцем основи «Гурника» (Забже). Виступав у команді протягом 8 сезонів (з 1976 по 1984 рік). За цей час у складі команди і зміста Забже зіграв у 148 матчах та відзначився 15-а голами.
У 1984 році перейшов до іншого «Гурника», з міста Валбжиг. У цій команді провів 73 поєдинки, в яких відзначився 5-а голами. Зігравши три сезони в команді з Валбжигу перейов до клубу другої ліги «Одра» (Водзіслав-Шльонський), в якій провів два сезони.
У 1989 році залишає Польщу та переїздить у Чикаго, де протягом року захищає кольори місцевого аматорського клубу «Вісла». Наступного року виступав у складі іншого аматорського чиказького клубу — «Роял-Вавель». Футбольну кар'єру завершив у 1990 році.

## Кар'єра в збірній
У збірній Польщі Тадеуш Дольний дебютував 2 вересня 1981 року в товариському матчі зі збірною ФРН, який завершився поразкою поляків з рахунком 0:2. У 1982 році Дольний, який мав в активі лише чотири матчі за збірну відправився на чемпіонат світу, весь турнір він просидів в запасі. На тому чемпіонаті поляки завоювали бронзові медалі, обігравши в матчі за третє місце збірну Франції з рахунком 3:2. Свій останній виступ за збірну Тадеуш провів 4 вересня 1985 року в товариському матчі зі збірною Чехословаччини, до цього він не викликався в збірну протягом трьох років, той матч завершився поразкою поляків з рахунком 1:3. Всього ж за збірну Тадеуш Дольний зіграв 7 матчів.

## Статистика

### У збірній
Загалом: 7 матчів; 3 перемоги, 4 поразки.

## Досягнення

### Командні
«Гурник» (Забже)
- Перша ліга Польщі
  -  Бронзовий призер (1): 1977

- Друга ліга Польщі
  -  Чемпіон (1): 1979

- Кубок Польської ліги
  -  Володар (1): 1978

збірна Польщі
- Чемпіонат світу
  -  Бронзовий призер (1): 1982